# بيل هدسون (لاعب كرة قدم أمريكية)
بيل هدسون (بالإنجليزية: Bill Hudson)‏ هو لاعب كرة قدم أمريكية أمريكي، ولد في 9 يوليو 1935 في لامار في الولايات المتحدة، وتوفي في 13 ديسمبر 2017.

## وصلات خارجية
- بيل هدسون على موقع مرجع كرة القدم المحترفة.كوم (الإنجليزية)